# Piazzali
Piazzali (in corso I Piazzali) è un comune francese di 17 abitanti situato nel dipartimento dell'Alta Corsica nella regione della Corsica.
È il comune meno esteso della Corsica con solo 0,79 km² di superficie.

## Società

### Evoluzione demografica
Abitanti censiti